# 8652 Acacia
8652 Acacia este o planetă minoră (asteroid), cu un diametru de 4,098 km, din centura de asteroizi. A fost descoperită pe 2 martie 1990 la Observatorul European Austral de Eric Walter Elst și a fost numită după Acacia. 
Obiectul prezintă o orbită caracterizată de o semiaxă mare de 2,4663708 UAi, o excentricitate de 0,17, o înclinație de 1,85195 ° în raport cu ecliptica.